# Bruno Lourenço
Bruno Miguel Ponces Lourenço (Lisbona, 2 febbraio 1998) è un calciatore portoghese, centrocampista svincolato.

## Caratteristiche tecniche
È un trequartista.

## Carriera

### Club
Cresciuto nel settore giovanile del Benfica, ha fatto tutta la trafila delle giovanili senza però riuscire a debuttare in prima squadra. Nel 2017 è stato acquistato dal Desp. Aves che in vista della stagione 2017-2018 lo ha lasciato in prestito al Montalegre.
Il 18 maggio 2019 ha esordito in Primeira Liga disputando l'incontro perso 2-1 contro il Feirense.

### Nazionale
Ha giocato nelle nazionali giovanili portoghesi Under-16, Under-17 ed Under-18.

## Statistiche
Statistiche aggiornate al 22 giugno 2020.

### Presenze e reti nei club
| Stagione        | Squadra         | Campionato      | Campionato | Campionato | Coppe nazionali | Coppe nazionali | Coppe nazionali | Coppe continentali | Coppe continentali | Coppe continentali | Altre coppe | Altre coppe | Altre coppe | Totale | Totale | Totale |
| Stagione        | Squadra         | Comp            | Pres       | Reti       | Comp            | Pres            | Reti            | Comp               | Pres               | Reti               | Comp        | Pres        | Reti        | Pres   | Reti   |        |
| --------------- | --------------- | --------------- | ---------- | ---------- | --------------- | --------------- | --------------- | ------------------ | ------------------ | ------------------ | ----------- | ----------- | ----------- | ------ | ------ | ------ |
| 2017-2018       | Montalegre      | CdP             | 21         | 2          | CP+CdL          | 0               | 0               |                    | -                  | -                  |             | -           | -           | 21     | 2      |        |
| 2018-2019       | Desp. Aves      | PL              | 1          | 0          | CP+CdL          | 0               | 0               |                    | -                  | -                  |             | -           | -           | 1      | 0      |        |
| 2019-2020       | Desp. Aves      | PL              | 5          | 0          | CP+CdL          | 0+1             | 0               |                    | -                  | -                  |             | -           | -           | 6      | 0      |        |
| 2020-2021       | Estoril Praia   | SL              | 23         | 3          | CP+CdL          | 5+0             | 0               |                    | -                  | -                  |             | -           | -           | 28     | 3      |        |
| 2021-2022       | Estoril Praia   | PL              | 26         | 2          | CP+CdL          | 2+2             | 0               |                    | -                  | -                  |             | -           | -           | 30     | 2      |        |
| 2022-2023       | Boavista        | PL              | 29         | 4          | CP+CdL          | 1+4             | 0+1             |                    | -                  | -                  |             | -           | -           | 34     | 5      |        |
| 2023-2024       | Boavista        | PL              | 32         | 5          | CP+CdL          | 2+1             | 1+0             |                    | -                  | -                  |             | -           | -           | 35     | 6      |        |
| Totale carriera | Totale carriera | Totale carriera | 137        | 16         |                 | 18              | 2               |                    | -                  | -                  |             | -           | -           | 155    | 18     |        |

## Palmarès

### Club

#### Competizioni nazionali
- Segunda Liga: 1

Estoril Praia: 2020-2021